# Levantamiento de Alajuela
El Levantamiento de Alajuela también conocido como el Motín de Alajuela o la Revolución de 1842 fue un movimiento popular armado que tuvo lugar en Costa Rica en septiembre de 1842 el cual enfrentó a las ciudades de Costa Rica que se sublevaron en oposición al gobierno de Francisco Morazán. Este llegó al poder en Costa Rica en abril de 1842 tras derrocar a Braulio Carrillo con la intención de reconstituir la República Federal de Centroamérica. Aunque al principio fue bien recibido por los costarricenses, principalmente de las ciudades opositoras a Carrillo, pronto perdió apoyo debido a sus medidas autoritarias, la presencia de un gobierno compuesto por forasteros, y el temor a que involucrara a Costa Rica en una guerra para restablecer la unión centroamericana.
El levantamiento de 1842 en Costa Rica, conocido como Levantamiento de Alajuela, recibió ese nombre porque fue en esta ciudad donde primero se proclamó la oposición al gobierno de Francisco Morazán. Sin embargo, la mayor parte de los enfrentamientos se desarrollaron en San José, donde comenzaron las hostilidades. Los antecedentes del conflicto se encuentran en las tensiones políticas y rivalidades locales entre ciudades, que desde la segunda mitad década de 1830 habían generado crisis institucionales y facilitaron la intervención militar en la vida política, inicialmente con el golpe de Estado que depuso a Manuel Aguilar Chacón y llevó al poder a Braulio Carrillo, y más tarde con la invasión de Morazán en 1842 para derrocar a este último. Las exigencias de contribuciones extraordinarias y el reclutamiento con fines bélicos impuestos por el gobierno morazanista, prácticas comunes en el resto de Centroamérica pero ajenas a la tradición política costarricense, fueron factores determinantes que provocaron la sublevación popular.

## Antecedentes

### Localismo
El localismo en los primeros años de vida independiente de Costa Rica fue una de las principales causas de riñas y conflictos. La enemistad que existía entre las cuatro ciudades principales de el país San José, Alajuela, Cartago y Heredia causó que todas estas se empeñaran en obtener el rango de la capital del estado. Cartago que fue la capital durante toda la época virreinal y que tras la guerra de Ochomogo perdió este rango y la capital pasó a ser la ciudad de San José. Los vecinos de Cartago no se resignaron y intentaron varias veces volver a ser el centro de poder y San José ciudad que contaba con un desarrollo más avanzado no estaba dispuesto a dejar de ser la sede del gobierno. Por su parte Alajuela y Heredia también se consideraban así mismas dignas de ostentar el rango de capital ya que desde 1821 se les había presentado esa oportunidad con el Pacto de Concordia. En 1834 durante la administración del jefe de Estado José Rafael de Gallegos y Alvarado se emitió la Ley de la Ambulancia según esta Ley, el gobierno del Estado de Costa Rica debía rotar cada cuatro años entre las cuatro ciudades principales ya mencionadas. Cuando Gallegos renunció en marzo de 1835 debido a la alta oposición que tenía por parte de los Liberales de San José, con una prensa hostil hacia su persona y la Ley de la Ambulancia fue sustituido por Braulio Carrillo quien buscaba un gobierno más profesional y casi de inmediato derogo dicha ley a la vez que estableció que la capital del Estado pasaría ser la población San Juan del Murciélago (hoy conocida como Tibás). Esto provocó que las otras ciudades se levantaran juntas en contra de San José en la llamada Guerra de la Liga. Sin embargo terminarían fracasando ya que la milicia de San José se terminaría imponiendo a pesar de la desventaja numérica derrotando a los ligeros.

### Derrocamiento de Manuel Aguilar Chacón
Cuando el periodo de Carrillo terminó fue candidato para reelegirse sin embargo fue vencido en las elecciones por Manuel Aguilar Chacón con el apoyo de las ciudades de Alajuela, Cartago y Heredia. El nuevo jefe de estado tuvo que enfrentar una férrea oposición de los partidarios de Braulio Carrillo incluso un intento de golpe de Estado en agosto de 1837, sofoco el movimiento y se arrestaron a lo cabecillas, entre los cabecillas estaba el diputado Vicente Villaseñor que fue condenado al destierro, se radico temporalmente en El Salvador aprovecho para reconciliarse con Francisco Morazán al cual ayudaría unos años después a tomar el poder en Costa Rica, traicionando a Braulio Carrillo. Aguilar presentaría su renuncia a la Asamblea Legislativa el 26 de marzo de 1838. Su carta de renuncia la cual se reproduce a continuación. 
| Asamblea Constitucional: Cuando renunciando a legítimas excusas que tenía para no admitir la jefatura del Estado a que los pueblos me llamaron, me resigné a encargarme de ella; fue precisamente en el concepto de que este acto evitaría por entonces que Costa Rica fuese por segunda vez el teatro donde se representasen a lo vivo los horrores y desastres de una guerra civil entre pueblos que por mil títulos son llamados a la más intima unión. En el día falta aquella razón y mi existencia en la silla del ejecutivo, causando desconfianzas a unos y profesadas seguridades a otros, temo, no sin fundamento, sea causa de un desorden a pretexto de mi persona. No quiero ser lo de un porvenir desgraciado, porque amo mucho al Estado y conozco que sólo la paz puede hacer su felicidad, y es por esto que, removiendo cuantos obstáculos puedan impedir este objeto, os hago solemne dimisión del destino que obtengo, y suplico que supuesto sois el primer encargado de procurar el bien del Estado, llenando este fin, me la admitáis. Heredia, 26 de Marzo de 1838 —Manuel Aguilar. |

Sin embargo la renuncia fue rechazada por la Asamblea. El 4 de mayo de 1838 Manuel Aguilar derogo la ley de Braulio Carrillo la cual establecía la capital en San Juan del Murciélago esto hizo enfurecer a los vecinos de esa localidad, entonces uno de estos vecinos José Manuel Quirós y Blanco el cual era el comandante del Cuartel Principal de San José decidió derrocar a Aguilar, contaba con la aprobación y el apoyo de sus familiares, militares y muchos vecinos de San José. Por consiguiente el 27 de marzo de 1838 Aguilar es derrocado y los golpistas declaran a Braulio Carrillo como jefe de Estado, los golpistas desterraron a Aguilar y a Juan Mora Fernández quien ejercía el cargo de vicejefe. En el momento en que se produjo el golpe, Braulio Carrillo se encontraba en su hacienda en Alajuelita, por lo que no estaba al tanto de los acontecimientos. Posteriormente, una comisión se presentó ante él para solicitarle que asumiera la jefatura del Estado. Aunque inicialmente se mostró reacio, terminó aceptando el cargo con el propósito de evitar un escenario de anarquía en el país.
El acta revolucionaria suscrita por los militares justificaba el golpe alegando irregularidades en la elección de Aguilar y la necesidad de anular los actos de su administración. El historiador Cleto González Víquez, sin embargo, sostiene que el verdadero móvil de la revolución fue reafirmar la supremacía de San José y "acabar con las pretensiones de las ciudades".

Los oficiales, sargentos y soldados del ejército que suscriben,
Considerando: 
Que es un deber suyo respetar y sostener las leyes; que éstas han sido holladas desde el 1° de marzo de 1837 con el nombramiento de un jefe provisorio, que ni la Constitución ni disposición posterior autorizaba a la Asamblea para hacerlo; que ésta arbitrariamente anuló las elecciones de Paraíso e hizo que tres electores procesados sufragasen después de reunidos los pliegos en su Secretaría, con el objeto de entregar el Estado a la facción que se sublevó en 1835, que las resoluciones, decretos, leyes y órdenes de la misma Asamblea, como del Consejo y Ejecutivo han tenido el fin de sobreponer aquella facción, y de anular cuanto practicó el gobierno durante la revolución y después; y que bajo estos principios se pretende sacrificar a los ciudadanos que por conservar el orden y las leyes pelearon arrastrando tantos peligros y a los honrados pueblos que se comprometieron entonces con el gobierno, acuerdan:
1. desconocer y desconocen de hecho la presente administración, como emanada de principios viciosos y dispuesta a desorganizar de nuevo al Estado; y en consecuencia niegan, reconocer y reconocen de hecho por jefe supremo del mismo al licenciado ciudadano Braulio Carrillo, como el electo legal y popularmente con la mayoría de los sufragios de los electores que concurrieron en el día designado por la Constitución a las electorales respectivas, pues aunque desde entonces manifestó a la Asamblea repugnancia y renunció la elección, no le fue admitida esta renuncia, y en consecuencia el ejército se pone bajo sus órdenes, prometiéndole obediencia y protestándole no obedecer a otro;
2. se desconocen todos los actos de la Legislatura, Consejo y Ejecutivo desde el 1° de marzo de 1837 hasta hoy, en cuanto haya anulado la Administración de 1835 y 1836. Volviendo las cosas al estado que tenían en aquella fecha;
4) se reconoce a la Asamblea y al Consejo para solo los actos siguientes: a) dar posesión pública y legal al jefe reconocido, y nombrar dentro de los otros candidatos con voto para vicejefe, al que haya de servir este destino;
b) para autorizar al jefe competentemente para proveer a la tranquilidad y seguridad interior y exterior del Estado en todos los conceptos;
y c) para que convoque a una Asamblea Constituyente, que revise la Constitución y garantice a los pueblos y a los mismos Poderes Supremos de los ataques, arbitrariedad y absolutismo del Cuerpo Legislativo.
Este acuerdo original será puesto en manos del jefe reconocido por una comisión militar, suplicándole lo reciba y satisfaga los deseos y buenas intenciones del ejército, que protesta delante de todo el Estado no tener otras miras que el bien y prosperidad del mismo.
Suscriben la anterior acta los militares de la ciudad de San José:, José Manuel Quirós, Gregorio Escalante, Manuel Antonio Bonilla, Salvador Mora, Manuel Acosta, Jesús Quirós, Manuel Chaves, Miguel Herrera, Ramón Millán, José Benavides, Juan Blanco, Julián Tejada, Mercedes Jiménez, Matías Granados, Gregorio Chaves, Santos Molina, Venancio Coronado, Miguel Badilla, Francisco Barrientos, Fernando Bruno, Juan Ramírez, Policarpo Chaves, Pablo Valverde, Manuel Gómez y Rafael Jiménez.  

### Derrocamiento de Carrillo
Don Braulio Carrillo fue declarado jefe vitalicio del Estado con su autoridad como dictador que ganó aboliendo en 1841 la Constitución Política de 1825 que fue sustituida por una nueva carta constitucional, denominada «Ley de Bases y Garantías», la cual declaraba, en sus artículos 1 y 2, que el jefe de Estado de Costa Rica era «elegido por el pueblo» (artículo 1) y que este era «inamovible» (artículo 2), lo que sus enemigos convirtieron en «vitalicio», llamándole entonces «dictador» una y otra vez, promovió múltiples transformaciones en Costa Rica, al punto que se le llama el Arquitecto del Estado Costarricense. Se prohibieron la ociosidad y el vicio, y al mismo tiempo se estableció que todos los ciudadanos debían vivir bajo un código de integridad, ética y esfuerzo también durante su gobierno se separó definitivamente a Costa Rica de la República Federal de Centroamérica. Fomentó de manera significativa el progreso de Costa Rica e instauró el orden en la Administración Pública. Sin embargo la discordia qué provocó la Guerra de la Liga no desapareció agravada además por el puño fuerte de Carrillo al gobernar, este era muy impopular fuera de la Capital en especial en Cartago tanto que lo apodaron «Sapo de Loza». Los enemigos de Carrillo intentaron en varias ocasiones eliminar a este gobernante sostenido por la gente de San José, por medio de conspiraciones pero todas estas terminaron en fracaso.

#### Morazán Invade Costa Rica

##### Visitas anteriores
Francisco Morazán ya había estado en Costa Rica en una ocasión, en un viaje en diciembre de 1834 vino para recibir un lote de tabaco que había encargado el Gobierno Federal. Fue bien recibido con gran sensación en el país por su fama que se había extendido por toda la República Federal de Centroamérica. «Cartago fue la ciudad donde más se festejó a Morazán, habiéndole obsequiado lo más distinguido de la sociedad con dos suntuosos bailes», con lo que tenía buena relación con los caudillos cartagineses, los cuales años más tarde contactarían a Morazán para que derrocara a Carrillo y restableciera la capital en Cartago. Después de ser derrotado por el General Rafael Carrera, el General Francisco Morazán marchó hacia el exilio el 8 de abril de 1840, zarpó del puerto de La Libertad, en la goleta Izalco junto a 30 de sus amigos más cercanos y veteranos de la guerra. Arribo al puerto de Caldera en abril de 1840, donde le solicitó a Carrillo asilo para algunos de sus compañeros que venían con el que se querían quedar, a lo que Carrillo accedió y 23 de sus compañeros se les permitió desembarcar; entre estos estaba José María Cañas. Carrillo les otorgó asilo y también cargos importantes en el gobierno como a Manuel Ángel Molina Bedoya que le concedió la comandancia del departamento de la Guanacaste, Enrique Rivas la de Puntarenas entre otros. El General Morazán se radico en la ciudad de David en ese entonces parte de la República de la Nueva Granada, hubo rumores en julio de 1840 sobre que Morazán intentaba venir a Costa Rica con fuerzas armadas y que le había solicitado colaboración del gobierno de la República de la Nueva Granada, lo que condujo a que el ministro general de Costa Rica le enviara una carta al gobierno neo granadino.

##### Desembarco en Caldera
Antes de que Morazán partiera hacia Perú fue contactado por algunos de los enemigos e opositores de Braulio Carrillo, quienes le instaron a que les ayudara a derrocarlo invadiendo el país, aunque en una primera instancia quiso mantenerse alejado de los asuntos políticos en Centroamérica, después de un tiempo Morazán accedió . Costa Rica, aunque no le interesaba particularmente, le servía para sus propósitos expansionistas en el resto de Centroamérica, además de que podría proporcionarle hombres, armas y dinero, ya que el regresar a Centroamérica y enfrentarse de nuevo con Carrera, era uno de sus objetivos. Morazán se dirigió a Perú donde se radico por un tiempo en ese lugar se encontró con los hermanos Escalante que habían sido desterrados de Costa Rica por conspirar contra Carrillo. Morazán desembarco en Caldera el 7 de abril de 1842 con 4 barcos: Cruzador, Asunción Granadina, Isabel ll y Josefa y Cosmopolita junto con 500 hombres, provenían de la Isla Martín Pérez en el Golfo de Fonseca  donde se habían organizado. Empezaron su marcha al interior del país el 9 del mismo mes. Morazán llevaba con sigo una proclama al pueblo costarricense que se conoce como la Proclama de Caldera donde prometía devolverle la libertad a Costa Rica mientras lanzaba duras críticas a Carrillo.

 FRANCISCO MORAZÁN 
 A LOS HABITANTES DEL ESTADO DE COSTA RICA 
Costarricenses:
Han llegado a mi destierro
vuestras súplicas y vengo a acreditaros que no soy indiferente a las desgracias que experimentáis. Vuestros clamores han herido por largo tiempo mis oídos y he encontrado al fin los medios de salvaros, aunque sea a costa de mi propia vida.
Compatriotas: el día de la libertad ha llegado: venid a recibir de mis manos este grandioso presente, de estas manos que han sido mutiladas tantas veces por defenderlo: venid a saludar la bandera de los libres, que vuelve a flamear de nuevo sobre el suelo costarricense, después de tantos años de esclavitud y de opresión: venid a colocaros en rededor de este hermoso emblema de vuestra regeneración política, al lado de tantos compatriotas vuestros, dispuestos a sacrificarse en defensa de vuestros derechos: venid a tomar las armas y municiones que abundan en nuestro campo y marchemos en seguida contra el tirano, porque todo el tiempo que éste abuse de la libertad del pueblo será de oprobio, de sangre y de luto para vosotros.
Costarricenses: no más contribuciones arbitrarias: no más prisiones sin causa: no más destierros y confiscaciones sin motivo: no más trabajos forzados sin objeto: no más victimas inocentes sacrificadas a la venganza sin ninguna forma de juicio: no más arbitrariedad y tiranía.
Ya no se verán en lo sucesivo los maridos y padres de familia arrancados del hogar doméstico con sus esposas e hijos para ir a perecer a los caminos de Punta Arenas y Matina.
Al peso de un ímprobo trabajo y al influjo de una atmósfera mortífera han sucumbido allí centenares de costarricenses, y los restos de cadáveres insepultos que no han sido el pasto de las fieras, yacen hoy colocados en las sinuosidades de un terreno que la barbarie y la ignorancia de un déspota han querido hacer transitable.
No veréis ya vuestras tierras ocupadas y vendidas, destruidas vuestras casas, segadas vuestras sementeras sin ninguna indemnización, sólo con el fin de hermosear los lugares donde el tirano medita nuevos medios de esclavizaros.
Bajo la égida de la ley, de esta ley que vosotros mismos habéis dictado y que hoy es escarnecida y hollada por el tirano que os oprime, estarán en adelante vuestras vidas, vuestras personas y las de vuestras caras esposas y tiernos hijos, y el encargado de ejecutarla será hoy elegido por vosotros, porque vosotros sois el soberano.
Un déspota ilustrado que domina por largo tiempo una nación puede tener cómplices de sus delitos; pero carece de ellos un tiranuelo como Carrillo, ignorante y sanguinario, que ha esclavizado un pueblo moral, sensible y laborioso, después de haber despedazado sus instituciones republicanas.
Yo sólo veo en el Estado de Costa Rica un tirano sin cómplices y un pueblo esclavizado a su pesar. Un déspota, que si tiene pocos servidores por el temor, carece de un solo amigo que haya asociado su causa a la del que ha destruido la libertad de sus conciudadanos.
Guerra contra Carrillo: libertad del pueblo costarricense: garantías positivas para todos, sin ninguna excepción, es nuestra divisa. Respeto a la ley, a la moral, a la santa religión y sus ministros es el sentimiento más intimo de vuestro compatriota.
Francisco Morazán.

##### El Pacto del Jocote

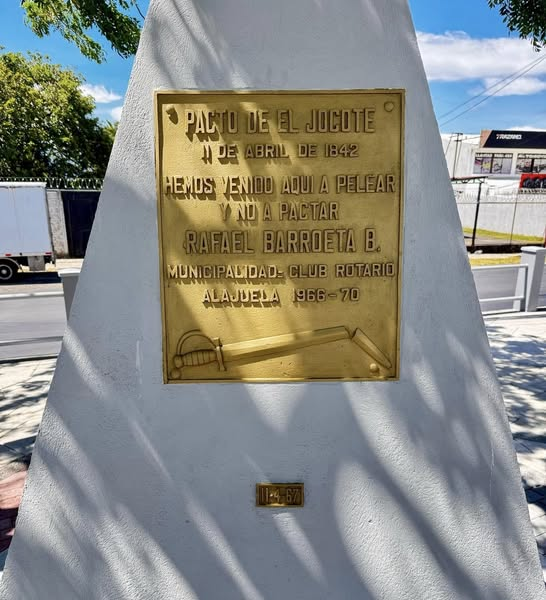
Monumento en el sitio donde se realizó el Pacto de El Jocote en Alajuela

Braulio Carrillo se entero de la llegada de las tropas de Morazán en la noche del 8 de abril.  Ante esto decreto la movilización del ejército para la defensa del Estado, el plan de defensa de Carrillo consistía en fortificar la Garita en el camino de Puntarenas con 300 hombres por donde preveía que Morazán y su ejército pasarían; mientras tanto saldrían de San José 400 hombres al mando del brigadier Vicente Villaseñor un salvadoreño radicado en Costa Rica desde 1832, el cual era de confianza para Carrillo. Este debía bloquearle el paso a Morazán por las veredas que conducían a Poás impidiéndole así el ingreso al interior del país. Sin embargo Villaseñor hizo caso omiso a las indicaciones de Carrillo, realizó una serie de desviaciones. Tomó un desvió de la ruta hacia Puntarenas en Atenas, continuo por Grecia hasta llegar a Río Grande, el cual cruzó en Santa Eulalia de Atenas, y se aproximo a Alajuela por el norte. En lugar de seguir el rastro de Morazán para atacarlo por la retaguardia o bloquearle la retirada, Villaseñor regreso a La Garita, donde tomo 250 hombres de la guarnición que estaba en ese lugar lo que permitió a Morazán marchar con más facilidad. Luego, atravesando Alajuela, fue a encontrarse con Morazán en el sitio conocido como El Jocote lo que sugiere que ya tenían acordado encontrarse previamente. En ese lugar Morazán y Villaseñor se pusieron de acuerdo en derrocar a Carrillo, firmaron el Pacto del Jocote a la sombra de un árbol de dicho fruto, en donde le entregaba el mando de las tropas a Morazán, llamaba a convocar una Asamblea Constituyente, estipulaba la expulsión de Braulio Carrillo de Costa Rica y la instalación de un gobierno provisional bajo el mando de Francisco Morazán. No solo Villaseñor firmó sino también varios de los oficiales de los dos ejércitos como Florentino Alfaro Zamora y Vicente Aguilar, entre otros.  Según la historiografía costarricense, Rafael Barroeta Baca, hijo de Rafael Barroeta y Castilla, fue el único soldado del ejército costarricense al mando de Vicente Villaseñor que se opuso abiertamente al Pacto de El Jocote, que entregaba Costa Rica a Francisco Morazán. Barroeta habría pronunciado ¡Hemos venido aquí a pelear y no a pactar! delante del grupo de oficiales, al mismo tiempo que partía en dos su espada sobre su rodilla. En la comunidad de El Jocote, en Alajuela, existe un monumento a Rafael Barroeta, con una placa donde se lee esta misma frase. Posteriormente Morazán y Villaseñor entraron en Alajuela y después Heredia donde fueron bien recibidos.  
Braulio Carrillo aun contaba en San José con mil hombres leales dispuestos a luchar por el, y podría haber resistido como lo hizo en 1835 en la Guerra de la Liga, sin embargo Carrillo no deseaba un derramamiento de sangre. José Miguel Saravia fue enviado por Morazán para notificarle a Carrillo sobre el Pacto del Jocote, y prefirió aceptarlo para evitar una guerra civil. Se limito a solicitar que en un acuerdo adicional se garantizara la protección total de las vidas y propiedades de los costarricenses bajo el nuevo gobierno, así como también para el y su ministro general don Manuel Antonio Bonilla y sus respectivas familias. Además pidió salir del país de inmediato con la posibilidad de regresar en dos años, petición que Saravia aceptó y el convenio fue ratificado por Morazán y Villaseñor el 12 de abril en Heredia. El 13 de abril, el general Morazán y sus tropas ingresaron a la ciudad de San José. Antes de que Carrillo partiera al exilio, Morazán lo visitó en su residencia. Aunque no se conocen con certeza los detalles de la conversación sostenida entre ambos, la tradición oral conserva una frase atribuida a Carrillo al momento de despedirse: «General Morazán, hoy ha entrado usted aquí como el Señor del Triunfo; pero guárdese mucho de que lo crucifiquen mañana. Usted no conoce el terreno escabroso que pisa». 

El Licenciado Braulio Carrillo 
Al pueblo de Costa Rica Han visto los pueblos de Costa Rica los tratados que el Brigadier Vicente Villaseñor celebró con el General Morazán en los campos del Jocote, y es preciso que vean también la comunicación que el mismo Brigadier me hizo al remitírmelos. Debo, sin embargo, hacer observaciones, aunque ligeras, sobre los poderosos motivos que tuve para legalizarlos con algunas adiciones, porque fueron hechos sin autorización pública ni privada

El Brigadier Villaseñor, Jefe de Estado Mayor, salió de la plaza de San José con cuatrocientos hombres para la de Alajuela a cubrir los caminos que venían de Puás: en la Garita había trescientos hombres al mando de buenos jefes, y Villaseñor, dejando en ella sólo cincuenta con el Ayudante Mayor Mercedes Jiménez, hizo replegarse el resto a su fuerza. No había cumplido mis órdenes de cubrir los pasos de Puás hasta que el General Morazán los había pasado y se presentó a las inmediaciones de Alajuela. Lo demás lo dice el convenio 

Reunidos ya setecientos soldados nuestros a la División del General Morazán, entró ésta en Alajuela: el pueblo se manifestó contento y se presentaron hombres a pedir armas del mismo Alajuela y Heredia. Yo tenía mil soldados decididos en la plaza que habrían rendido la vida por sostenerme; pero no era a mi persona a la que yo debía atender, sino al bien del Estado, y entre dos males que lo amenazaban, elegir el menor era mi deber. 

Colocado el General Morazán en el corazón del Estado, tenía ya todos los recursos de cuatro departamentos, cuando a mí sólo me quedaban los de la plaza de San José, e iba a empeñar una lucha entre los mismos costarricenses que habría producido males mayores y de más trascendencia, que, rompiendo los vínculos de la sangre y de la amistad, dejaran por resultado, cualquiera que hubiese vencido, la discordia entre padres, hijos y hermanos; es decir, entronizada la anarquía. Entonces se diría que yo, por conservarme en el destino, sacrificaba a los costarricenses, y aunque injustamente, se hubiera dicho que sobre mí descendiera todo su enojo y la execración pública. 

Yo soy costarricense y quise sólo por amor al país ser el sacrificado: salgo, pues, de él, dejando a mi familia y toda mi fortuna; pero llevo el placer de haber procurado de todos modos, durante mi mando, las mejoras del erario, del comercio, de la agricultura, de las artes y ciencias, y dejo monumentos que recuerdan mi memoria.

Yo arrebaté a mis pocos enemigos la espada de la venganza que ya desenvainaban sobre mi cabeza y me retiro sin remordimientos. Salvé al pueblo que tan amigo y fiel me fue de ensangrentarse a sí mismo; y salvé también a todo el Estado de la guerra interior, de la división y la anarquía. Otros sacrificios tendrá que hacer; mas ellos son necesarios; hablo de prestar todos sus recursos para reorganizar la República.

Yo habría concurrido a esta grande empresa, porque sólo Costa Rica se hallaba en aptitud de tomar el estandarte de la regeneración política de Centro América, y al efecto invité al General Morazán, cuando supe que se hallaba en la Boca del Monte del Aguacate, a que tuviese una entrevista conmigo, cuyo pliego condujo el Sargento Mayor Quirós: yo calculaba en que de esta manera los sacrificios del Estado serían menores; calculaba dar a mi patria tan grande y extraordinario honor; calculaba legitimar la expedición del General Morazán y calculaba necesariamente en el exterminio de todos aquellos accidentes que han originado la ruina de Centro América; y si no desaparecen, todo el país será al cabo desolado.

Nunca llegué a pensar que un solo costarricense hubiera sido infiel y traidor: nunca pude persuadirme de que Villaseñor fuera hombre dispuesto a traicionar el Estado, al Gobierno, a sus amigos y a sus bienhechores. Puedo decirlo: que es traidor. Lo manifesté así al Ejército reunido en la plaza: lo dije al comisionado con quien celebré el tratado: lo reproduje personalmente al General Morazán, y siempre le pondré en la cara esta misma máscara que le desfigurará su semblante.

Tengo por el mismo tratado dada garantía exigida por mí y exigida con este solo fin. Es traidor al Estado, porque comía su pan; al Gobierno, porque había hecho confianza de él; y a sus bienhechores y amigos, porque no tuvo estas consideraciones para portarse con honor y consecuencia.
Manifiesto de Braulio Carrillo antes de partir al exilio, Puntarenas, 15 de abril de 1842.